# Parafia wojskowa św. Jana XXIII Papieża w Bartoszycach
Parafia wojskowa pw. świętego Jana XXIII Papieża w Bartoszycach znajduje się w Dekanacie Wojsk Lądowych Ordynariatu Polowego Wojska Polskiego. Jej proboszczem jest ks. ppłk Marek Wojnowski. Obsługiwana przez Księży Kapelanów Wojska Polskiego pełniących posługę duszpasterską w Ordynariacie Polowym Wojska Polskiego. Erygowana 29 czerwca 2001. Mieści się przy ulicy Wojska Polskiego 4.